# Xã Skelton, Quận Carlton, Minnesota
Xã Skelton (tiếng Anh: Skelton Township) là một xã thuộc quận Carlton, tiểu bang Minnesota, Hoa Kỳ. Năm 2010, dân số của xã này là 414 người.